# Rifugio Cà d'Asti
Il rifugio Cà d'Asti è un rifugio situato nel comune di Mompantero, in val di Susa, nelle Alpi Graie, a 2.854 m s.l.m.

## Storia

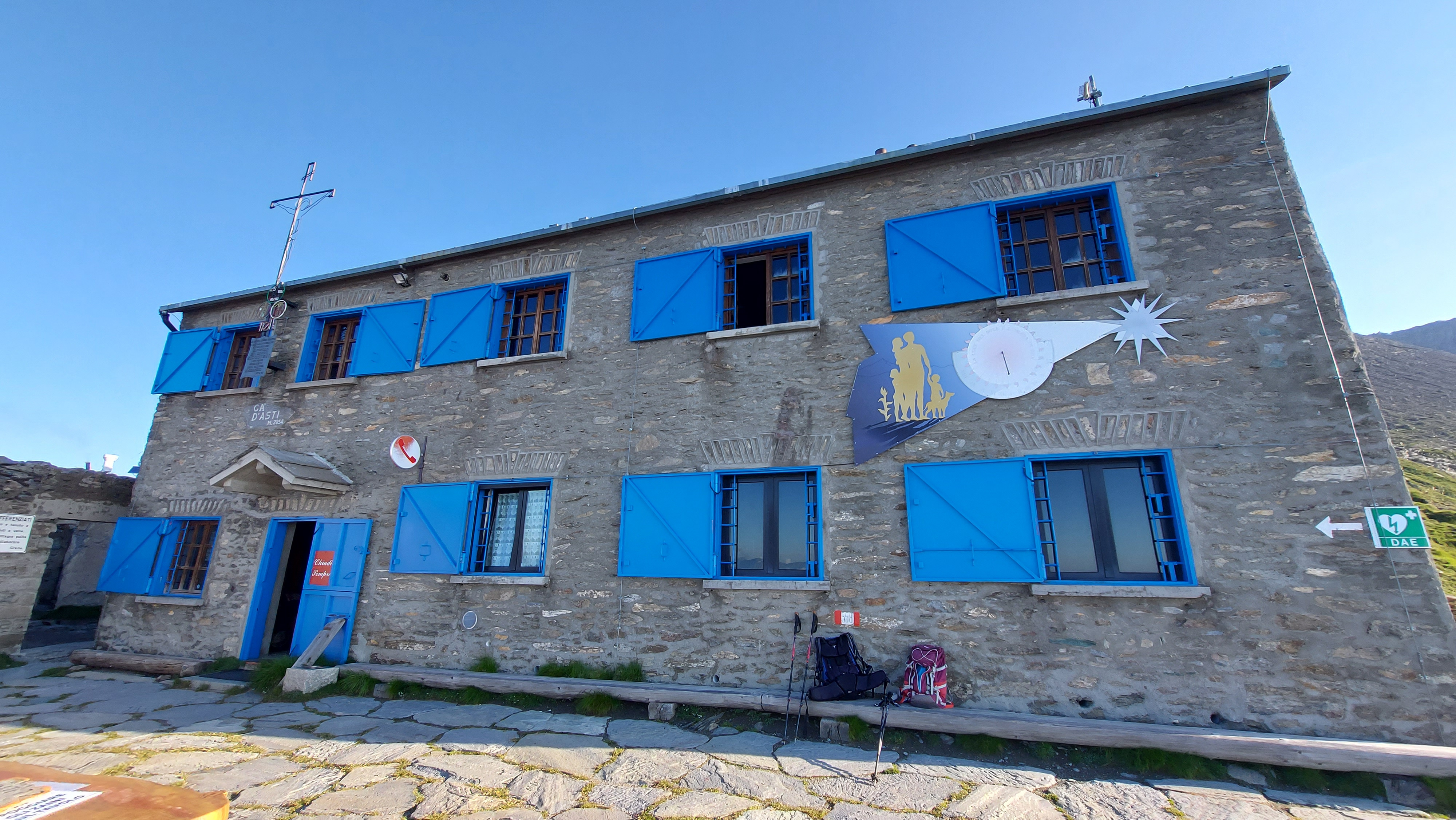
la facciata del rifugio.

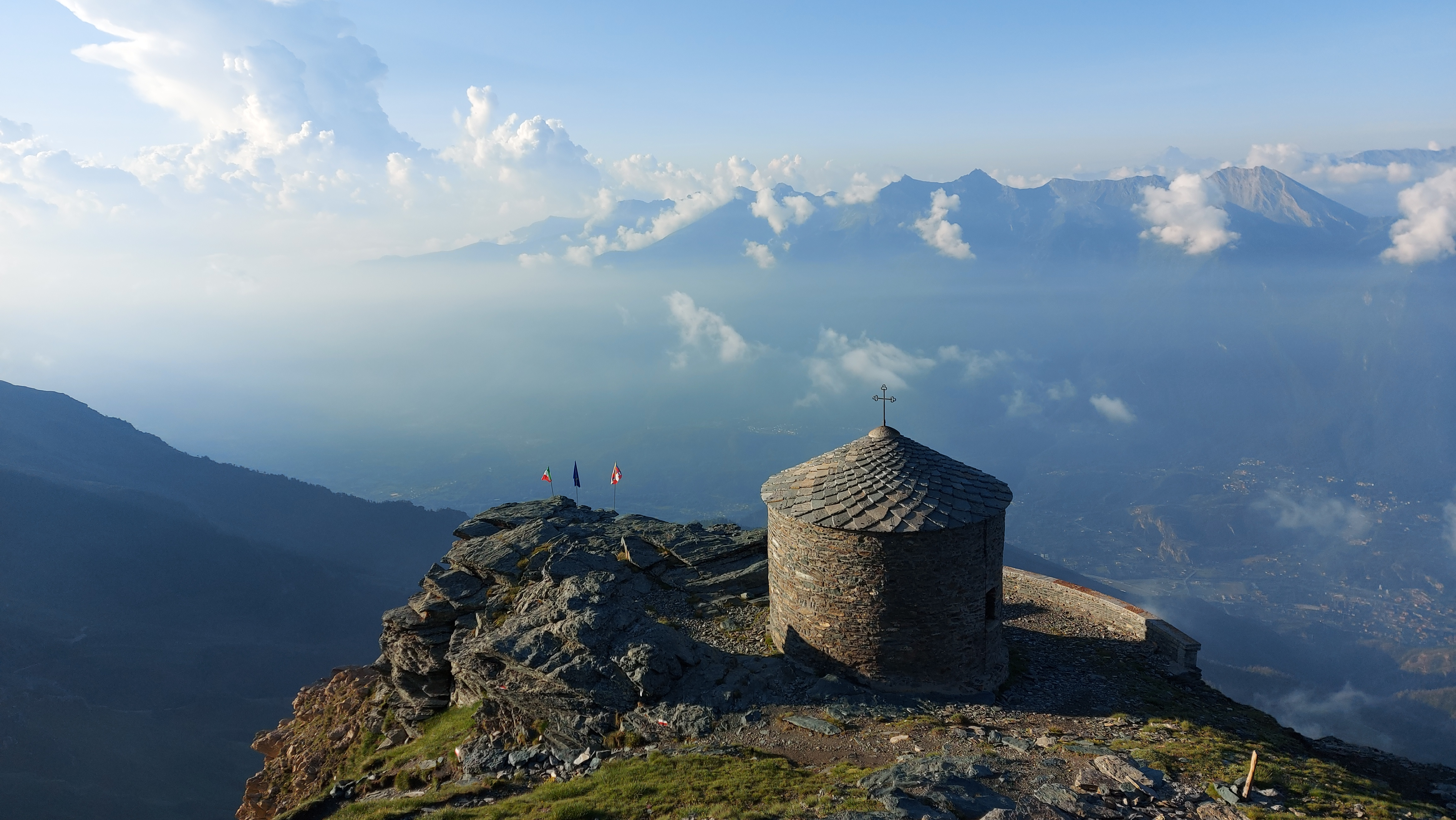
la cappella costruita nei pressi del rifugio.

Il rifugio, secondo la tradizione, è stato costruito sul luogo dove Bonifacio Rotario d'Asti, che per primo aveva salito la vetta del Rocciamelone nel 1358, aveva costruito un ricovero. Nel 1419 l'edificio sarebbe stato poi restaurato per ordine di Amedeo VIII di Savoia.
Dal 1798 sul luogo è presente una cappella. Nel 1974 il rifugio è stato ristrutturato.

## Caratteristiche e informazioni
Il nome del rifugio è legato a Bonifacio Rotario d'Asti.
Per il rifugio transita la Red Bull K3, corsa in montagna che, partendo da Susa, arriva in vetta al Rocciamelone.

## Accessi

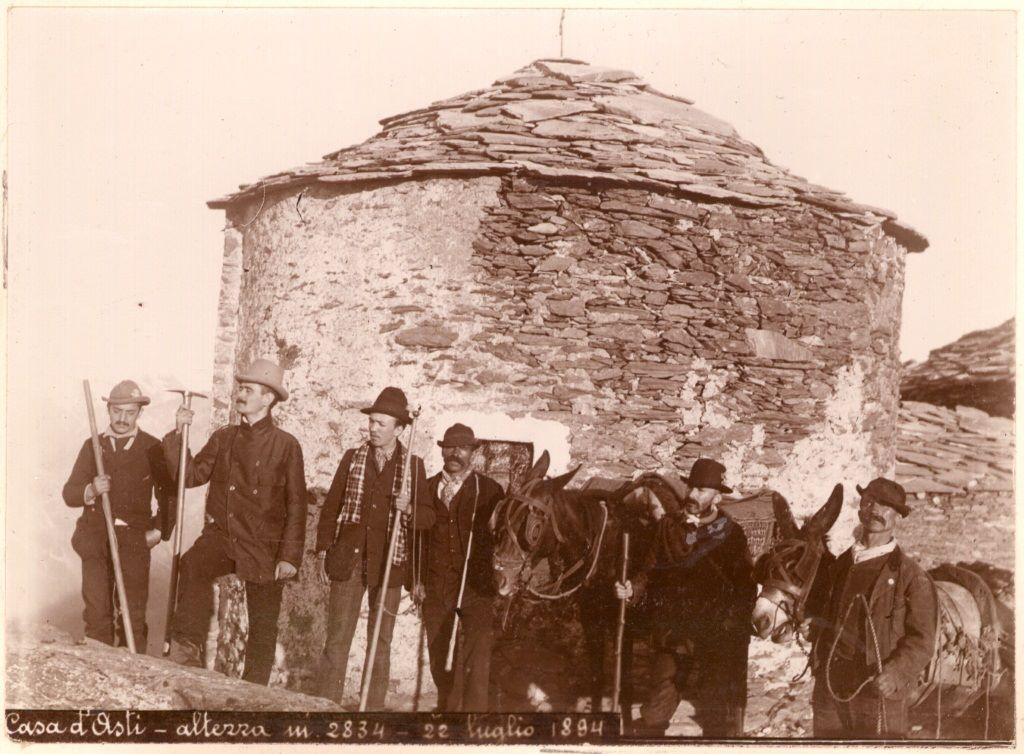
Il rifugio Casa d'Asti nel 1894

L'accesso avviene da Mompantero. Normalmente si sale con l'auto fino alla località Riposa (2.150 m); di qui il rifugio è raggiungibile per sentiero in circa un'ora e mezza.
Dalla località Riposa si risale la costola erbosa. Verso la quota di 2400 m si può appoggiare a destra per raggiungere la fontana Taverna (2.476 m). Si riprende poi la cresta e si evita sulla destra l'ultimo balzo roccioso prima del rifugio.

## Ascensioni
- Rocciamelone, con arrivo al rifugio Santa Maria - 3.538 m

## Traversate
- Rifugio Ernesto Tazzetti - 2.642 m, passando per la vetta del Rocciamelone